# Relations entre le Guatemala et le Mexique
Les relations entre le Guatemala et le Mexique sont des relations internationales s'exerçant entre le Mexique et le Guatemala.

## Conflit entre le Guatemala et le Mexique
En 1958 un conflit s'engage avec le Guatemala : le 31 décembre, des bateaux de pêche mexicains sont attaqués par des Mustang P-51 de la Force aérienne guatémaltèque (FAG) parce qu'ils pêchent illégalement dans les eaux territoriales du Guatemala. Trois pêcheurs sont tués, et quatorze sont blessés. Dix des survivants seront interrogés par l'armée guatémaltèque.
Après avoir jugé les pêcheurs mexicains, le Guatemala les laisse libres contre une amende de 55 quetzals (environ 55 dollars) chacun. Les relations diplomatiques entre les deux pays seront suspendues. Un pont à la frontière est détruit et les deux pays sont en alerte de guerre. Des manifestations ont lieu dans les deux pays et le Guatemala accusera le Mexique d'envisager une invasion de son territoire.
En août 1959, le Mexique et le Guatemala reprennent leurs relations diplomatiques, le Guatemala regrettant officiellement d'avoir dû employer la force, tandis que le Mexique regrette de son côté que les pêcheurs mexicains soient entrés dans les eaux territoriales guatémaltèques. Le Guatemala acceptera d'indemniser les familles des pêcheurs tués et de contribuer à la réparation des bateaux endommagés.